# إلتون باترسون
إلتون باترسون (بالإنجليزية: Elton Patterson)‏ هو لاعب كرة قدم أمريكية ولاعب كرة القدم الكندية أمريكي، ولد في 3 يونيو 1981 في تالاهاسي في الولايات المتحدة.

## وصلات خارجية
- إلتون باترسون على موقع مرجع كرة القدم المحترفة.كوم (الإنجليزية)
- إلتون باترسون على موقع JustSportsStats.com (الإنجليزية)